# 赤磐市
赤磐市（日语：／ Akaiwa shi */?）是位於岡山縣中部的城市，轄區位於岡山平原的東北部，大半地區為丘陵地，鄰岡山市，因此也是岡山市的通勤城市。

## 人口
| 赤磐市人口分布圖 |                                               |  |
| 赤磐市與日本全國年齡別人口分布比較圖 （2005年資料） | 赤磐市的年齡、男女別人口分布圖 （2005年資料） |  |
| ■紫色是赤磐市 ■綠色是全国 | ■藍色是男性 ■紅色是女性                       |  |
| 赤磐市人口變化 \| 1970年 \| 26,911人 \| \| \| 1975年 \| 32,211人 \| \| \| 1980年 \| 37,007人 \| \| \| 1985年 \| 40,005人 \| \| \| 1990年 \| 41,016人 \| \| \| 1995年 \| 43,011人 \| \| \| 2000年 \| 43,813人 \| \| \| 2005年 \| 43,913人 \| \| \| 2010年 \| 43,458人 \| \| \| 2015年 \| 43,214人 \| \| \| 2020年 \| 42,661人 \| \| |                                               |  |
| 資料來源：日本總務省統計中心提供之人口普查數據 |                                               |  |
| 1970年 | 26,911人                                      |  |
| 1975年 | 32,211人                                      |  |
| 1980年 | 37,007人                                      |  |
| 1985年 | 40,005人                                      |  |
| 1990年 | 41,016人                                      |  |
| 1995年 | 43,011人                                      |  |
| 2000年 | 43,813人                                      |  |
| 2005年 | 43,913人                                      |  |
| 2010年 | 43,458人                                      |  |
| 2015年 | 43,214人                                      |  |
| 2020年 | 42,661人                                      |  |

## 歷史

### 年表
- 1889年6月1日：實施町村制，現在的轄區在當時分屬：
  - 赤坂郡：鳥取上村、輕部村、笹岡村、周匝村、山方村、仁堀村、鳥取下村、鳥取中村、西山村、東高月村、布都美村、西高月村。
  - 磐梨郡：可真村、豐田村、小野田村、佐伯北村。
- 1900年4月1日：赤坂郡和磐梨郡合併為赤磐郡。
- 1902年4月1日：東高月村、鳥取下村、鳥取中村合併為高陽村。
- 1926年10月1日：西高月村改名為高月村。
- 1953年3月1日：
  - 高陽村、西山村和高月村的部分地區合併為山陽町（日语：山陽町 (岡山県)），高月村的其餘地區被併入岡山市。
  - 鳥取上村、輕部村、笹岡村合併為赤坂町（日语：赤坂町 (岡山県)）。
- 1953年12月15日： 豐田村、小野田村、可真村和和氣郡熊山村的部分地區合併為熊山町（日语：熊山町），熊山村的其餘地區被併入萬富町（現已被併入岡山市）。
- 1954年3月1日：周匝村、山方村、佐伯北村合併為吉井町（日语：吉井町 (岡山県)）。
- 1956年9月30日：
  - 仁堀村被併入吉井町。
  - 布都美村被廢除，轄區分別被併入吉井町、赤坂町和御津郡御津町（現已被併入岡山市）。
- 2005年3月7日：赤坂町、熊山町、山陽町、吉井町合併為赤磐市。

### 變遷表
| 1900年4月1日              | 1900年 - 1926年      | 1926年 - 1954年          | 1955年 - 1989年          | 1989年 - 現在           | 現在                    |
| ------------------------- | -------------------- | ------------------------ | ------------------------ | ----------------------- | ----------------------- |
| 西高月村                  | 1926年10月1日 高月村 | 1953年3月1日 併入岡山市  | 1953年3月1日 併入岡山市  | 1953年3月1日 併入岡山市 | 2009年4月1日 岡山市北區 |
| 西高月村                  | 1926年10月1日 高月村 | 1953年3月1日 山陽町      | 1953年3月1日 山陽町      | 2005年3月7日 赤磐市     | 2005年3月7日 赤磐市     |
| 東高月村                  | 1902年4月1日 高陽村  | 1953年3月1日 山陽町      | 1953年3月1日 山陽町      | 2005年3月7日 赤磐市     | 2005年3月7日 赤磐市     |
| 鳥取下村                  | 1902年4月1日 高陽村  | 1953年3月1日 山陽町      | 1953年3月1日 山陽町      | 2005年3月7日 赤磐市     | 2005年3月7日 赤磐市     |
| 鳥取中村                  | 1902年4月1日 高陽村  | 1953年3月1日 山陽町      | 1953年3月1日 山陽町      | 2005年3月7日 赤磐市     | 2005年3月7日 赤磐市     |
| 西山村                    |                      | 1953年3月1日 山陽町      | 1953年3月1日 山陽町      | 2005年3月7日 赤磐市     | 2005年3月7日 赤磐市     |
| 鳥取上村                  | 鳥取上村             | 1953年3月1日 赤坂町。    | 1953年3月1日 赤坂町。    | 2005年3月7日 赤磐市     | 2005年3月7日 赤磐市     |
| 輕部村                    |                      | 1953年3月1日 赤坂町。    | 1953年3月1日 赤坂町。    | 2005年3月7日 赤磐市     | 2005年3月7日 赤磐市     |
| 笹岡村                    |                      | 1953年3月1日 赤坂町。    | 1953年3月1日 赤坂町。    | 2005年3月7日 赤磐市     | 2005年3月7日 赤磐市     |
| 布都美村                  | 布都美村             | 布都美村                 | 1956年9月30日 併入赤坂町 | 2005年3月7日 赤磐市     | 2005年3月7日 赤磐市     |
| 布都美村                  | 布都美村             | 布都美村                 | 1956年9月30日 併入吉井町 | 2005年3月7日 赤磐市     | 2005年3月7日 赤磐市     |
| 周匝村                    | 周匝村               | 1954年3月1日 吉井町      | 1954年3月1日 吉井町      | 2005年3月7日 赤磐市     | 2005年3月7日 赤磐市     |
| 山方村                    |                      | 1954年3月1日 吉井町      | 1954年3月1日 吉井町      | 2005年3月7日 赤磐市     | 2005年3月7日 赤磐市     |
| 佐伯北村                  |                      | 1954年3月1日 吉井町      | 1954年3月1日 吉井町      | 2005年3月7日 赤磐市     | 2005年3月7日 赤磐市     |
| 仁堀村                    | 仁堀村               | 仁堀村                   | 1956年9月30日 併入吉井町 | 2005年3月7日 赤磐市     | 2005年3月7日 赤磐市     |
| 可真村                    | 可真村               | 1953年12月15日 熊山町    | 1953年12月15日 熊山町    | 2005年3月7日 赤磐市     | 2005年3月7日 赤磐市     |
| 豐田村                    |                      | 1953年12月15日 熊山町    | 1953年12月15日 熊山町    | 2005年3月7日 赤磐市     | 2005年3月7日 赤磐市     |
| 小野田村                  |                      | 1953年12月15日 熊山町    | 1953年12月15日 熊山町    | 2005年3月7日 赤磐市     | 2005年3月7日 赤磐市     |
| 熊山村                    |                      | 1953年12月15日 熊山町    | 1953年12月15日 熊山町    | 2005年3月7日 赤磐市     | 2005年3月7日 赤磐市     |
| 1953年12月15日 併入萬富町 | 1955年2月1日 瀨戶町  | 2007年1月22日 併入岡山市 | 2009年4月1日 岡山市東區  |                         |                         |

## 交通

### 鐵路
- 西日本旅客鐵道
  - 山陽本線：（←和氣町） - 熊山車站 - （岡山市→）

過去曾有同和礦業片上鐵道線通過，但已於1991年停駛。

### 道路
高速道路
- 山陽自動車道：山陽交流道（日语：山陽インターチェンジ）
- 美作岡山道路（日语：美作岡山道路）：熊山交流道（日语：熊山インターチェンジ）

## 觀光資源

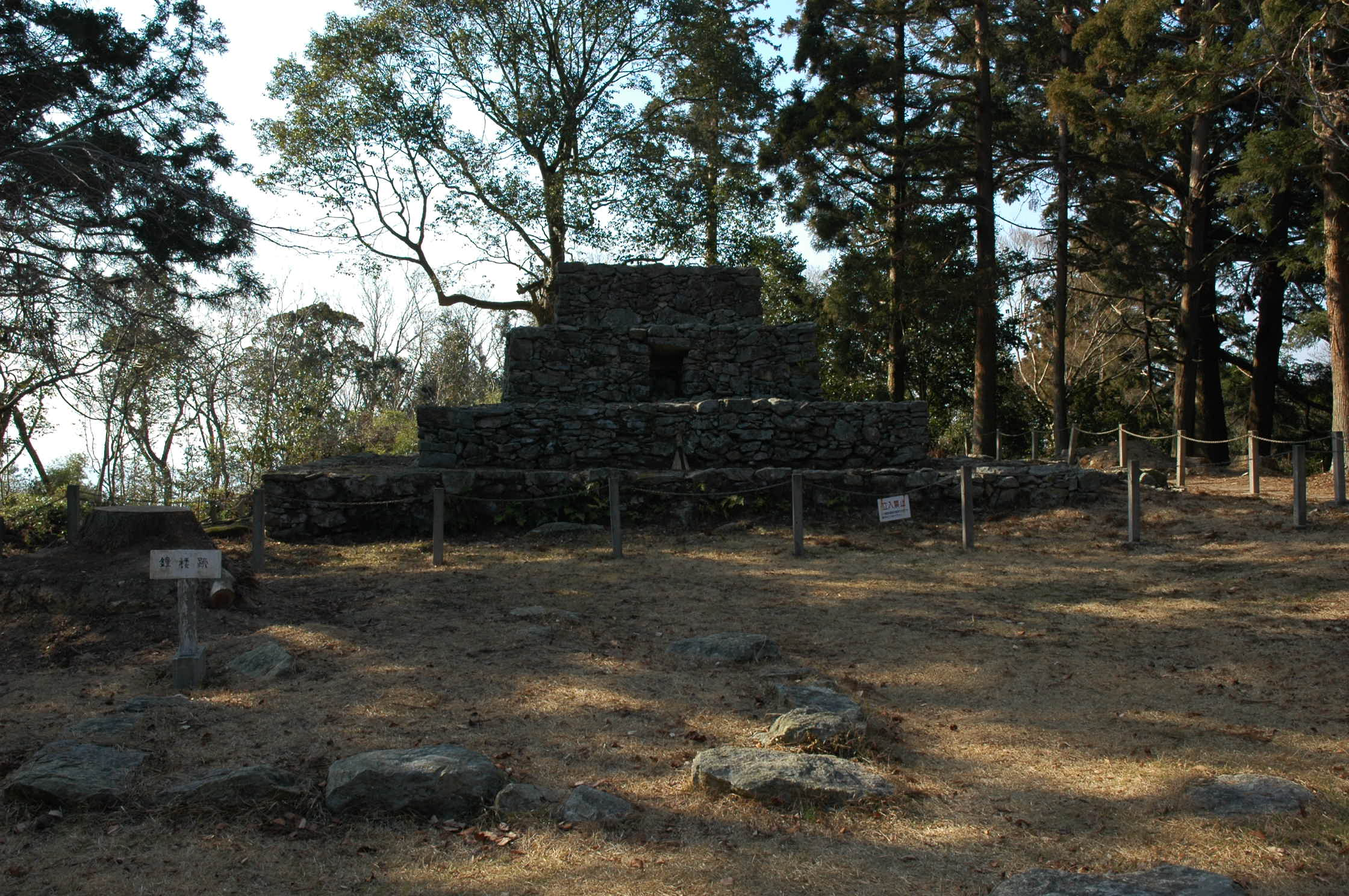
熊山遺址

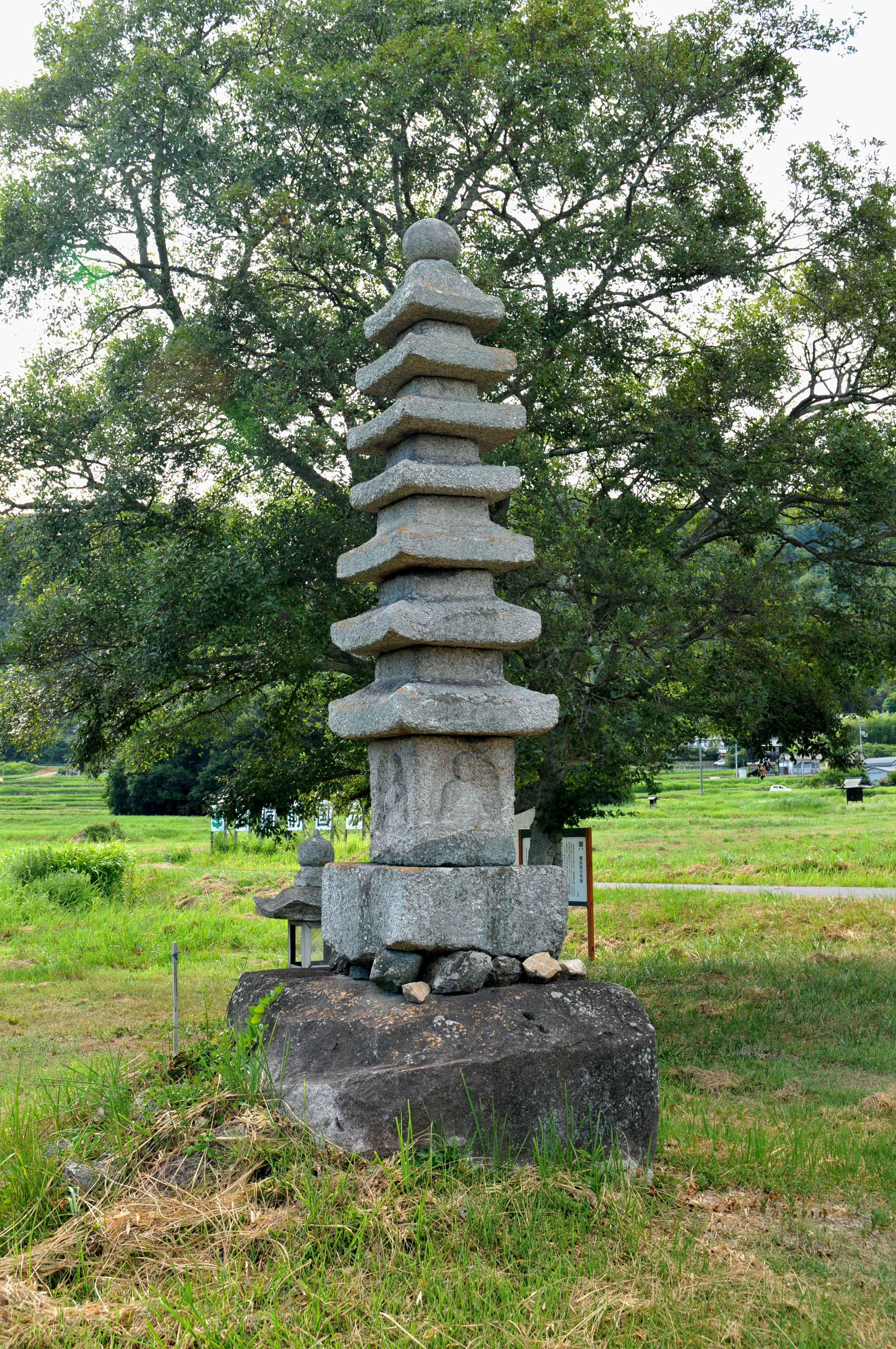
備前國分寺遺址

- 熊山遺跡
- 兩宮山古墳
- 龍天天文台公園
- 備前國分寺遺跡

## 教育
高等學校
- 岡山白陵中學校及高等學校（日语：岡山白陵中学校・高等学校）

## 本地出身之名人
- 片山善博：曾任鳥取縣知事、總務大臣
- 岡本圭司：前職業棒球選手
- 直原玉青：畫家、僧侶
- 鼠先輩：藝人